# Heroe, egregio, douto, peregrino

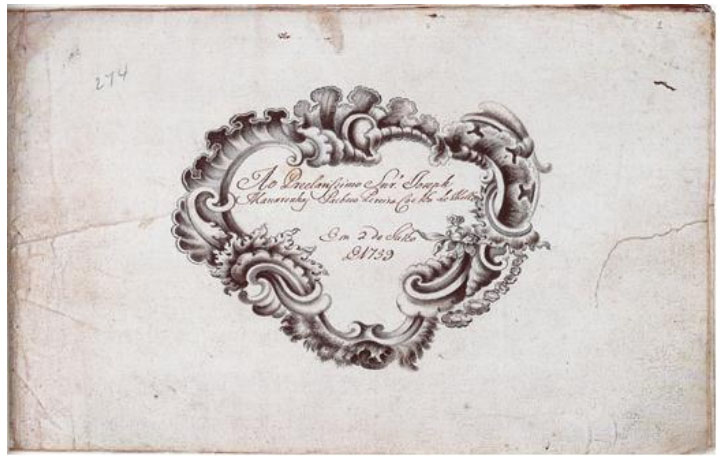
Capa do manuscrito

Heroe, egregio, douto, peregrino, também conhecida como Cantata Acadêmica ou Recitativo e Ária para José Mascarenhas, é a mais antiga peça de música vocal profana com texto em português já encontrada no Brasil.

## Composição
Foi composta em 1759 por um compositor desconhecido, às vezes sendo atribuída ao padre Caetano de Melo de Jesus, mestre de capela da Catedral de Salvador. Apesar do nome como é conhecida, da estrutura da cantata tradicional guarda apenas um fragmento, sendo composta somente de um recitativo e uma ária da capo. Seu libreto saúda em retórica tipicamente barroca o magistrado português José Mascarenhas Pacheco Pereira Coelho de Melo, um dos fundadores da Academia dos Renascidos e membro do Conselho Ultramarino, e deplora as dificuldades por que ele passara na colônia brasileira. Mascarenhas, então em Salvador, capital da Bahia, havia caído doente e a música, apresentada na Academia em 2 de julho daquele ano, comemorava sua recuperação.

## Fonte
A única fonte manuscrita dessa obra foi adquirida por Alberto Frederico de Morais Lamego (1870-1951) em circunstância e local desconhecidos e divulgada pela primeira vez em seu livro A Academia Brazilica dos Renascidos, de 1923, por meio de fac-símiles da página de rosto e toda parte da "Voz", além de informações históricas a respeito da obra. Essa fonte, juntamente com toda a Coleção Lamego, foi adquirida em 1935 pelo Governo do Estado de São Paulo (após exame por Mário de Andrade) e recolhida à Universidade de São Paulo, tendo sido transferida para o Instituto de Estudos Brasileiros em 1968, onde hoje se encontra. Em 1954, Joaquim Brás Ribeiro reproduziu os fac-símiles da página de rosto e da parte da "Voz" impressos por Lamego em 1923, no capítulo "História e Musicologia" do seu livro Capítulos inéditos de história do Brasil.

## Edições e gravações

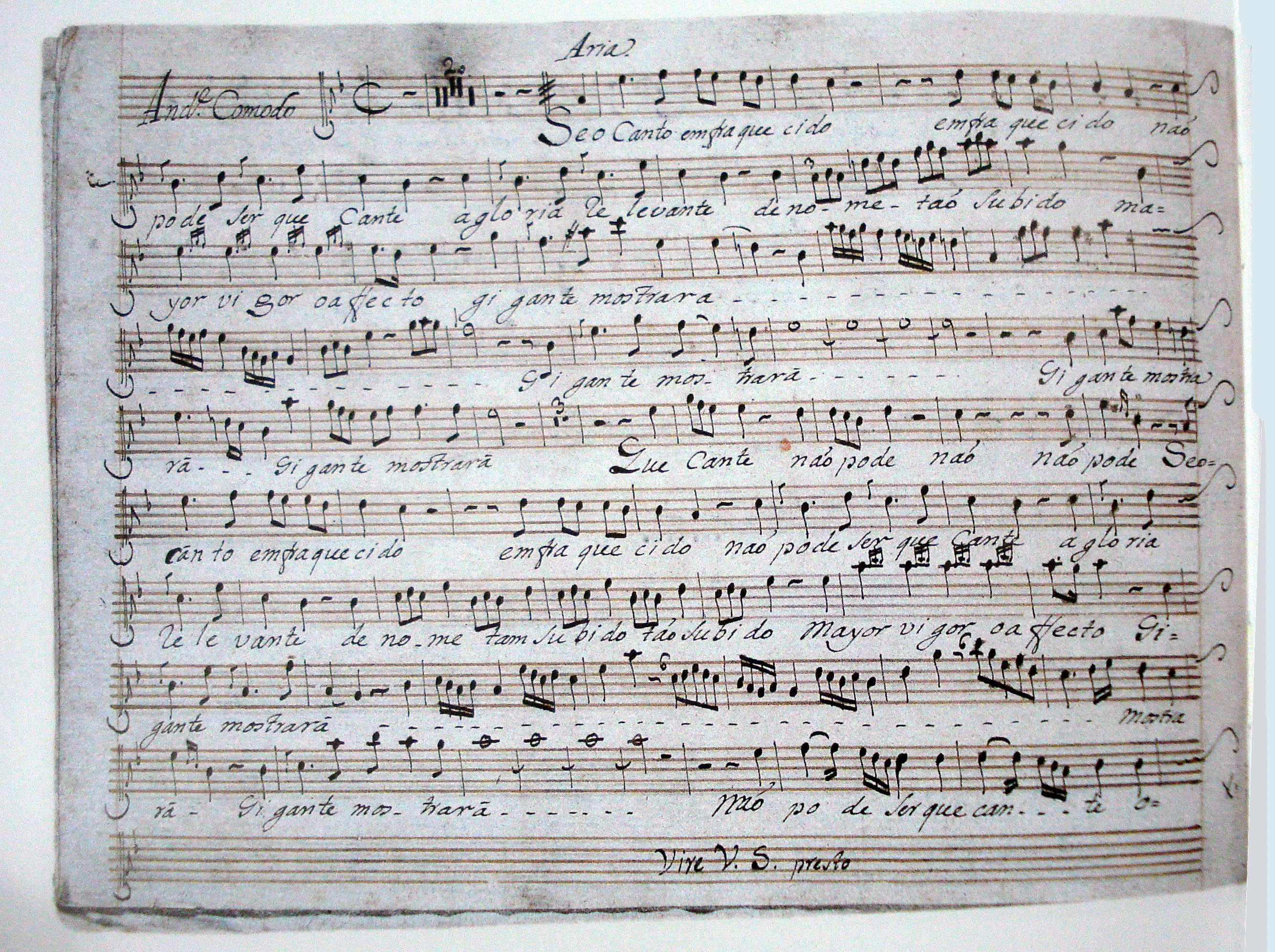
Primeira página da parte vocal da ária.

A primeira edição da obra foi realizada por Régis Duprat em 1965, e sua primeira gravação foi realizada pelo Collegium Musicum da Rádio Ministério da Educação e Cultura, sob a direção de George Kiszely e com a soprano Olga Maria Schroeter, seguida da gravação da Orquestra de Câmara de São Paulo, sob a direção de Olivier Toni e com a soprano Marília Siegl. Uma reimpressão da partitura elaborada por Duprat foi lançada em 2000, desta vez acompanhada de fac-símiles completos. Uma nova edição da obra, pelo musicólogo Paulo Castagna (não impressa), na qual a composição foi designada cantata acadêmica, em função da proximidade de seu estilo com casos análogos ibero-americanos, deu origem à gravação (em áudio e vídeo) dirigida por Ricardo Kanji, com a soprano Camilla de Falleiro e o grupo Vox Brasiliensis, na série História da Música Brasileira, e à gravação dirigida por Edmundo Hora, com a soprano Elisabeth Ratzendorf e o grupo Armonico Tributo.

## Estilo
Seu estilo deriva da escola operística napolitana, então em grande voga no Brasil, e faz hábil uso da técnica da "pintura das palavras" do Barroco, a ilustração musical do texto, dentro da perspectiva da teoria dos afetos.

## Texto
O texto do libreto segue abaixo, mantida a grafia da época:
Recitativo
Heroe, egregio, douto, peregrino,
que por impulso de feliz destino
nesta cabeça do Orbe Americano
peregrino aportaste
e o soberano Divino Auctor das cousas vos tem nela
porque possais mais tempo esclarecella
com vossa presença esclarecida
e de vossas acçõens honra subida;
E bem que quiz a mísera fortuna
que vos fosse molesta e que importuna
a hospedagem Senhor desta Bahia
sabem os Céos e testemunhas
sejão que dela
os naturaes só vos desejão
faustos annos de vida e Saúde e próspera alegria
pela affável Virtude
de vossa generoza Urbanidade
com que a todos honraes desta cidade;
Oh! quem me dera a võz
me dera a Lira de Amphiam e de Orfheo
que arrebatava os montes e fundava Cidades!
pois com ellas erigira
hum Templo que service por memória
de eterno monumento a vossa glória;
Oh! Se também tivera as cem bocas da Fama
com que a esfera
podesse toda encher do vosso nome,
porque a seu cargo a Eternidade o tome!
Oh! Se também tivera o canto grave
Da Filomela doce, e Cisne suave!
Vosso louvor sem pauza cantaria
Com clausula melhor, mais harmonia:
Mas já que nada tenho
para tão relevante desempenho
calarey como calão os prudentes
por não errar com frazes indecentes,
ou, do modo que posso,
celebrarey por grande o nome vosso.
Ária
Se o canto enfraquecido
não pode ser que cante
a gloria relevante
de nome tam subido
mayor vigor o affecto
gigante mostrará.
Pois tendo por objecto
heroe de tal grandeza
a mesma natureza
de grande adquirirá. (Da capo)